# Deutsche Forschungsgemeinschaft
La Deutsche Forschungsgemeinschaft ("Associazione tedesca per la ricerca") è un'organizzazione pubblica tedesca che finanzia progetti di ricerca scientifica.

## Funzioni
La DFG supporta la ricerca scientifica, ingegneristica e umanistica attraverso una varietà di programmi di sovvenzioni, premi e infrastrutture di finanziamento. L'organizzazione auto-governata ha sede a Bonn ed è finanziata dagli stati tedeschi e dal governo federale. Al 2017, l'organizzazione si componeva di circa 100 università di ricerca e altri istituti di ricerca
La DFG conferisce vari premi alla ricerca, tra cui il Premio Gottfried Wilhelm Leibniz. Il premio scientifico Copernicus viene conferito in collaborazione con la Fondazione per la scienza polacca (Fundacja na rzecz Nauki Polskiej, FNP).
Secondo un articolo del 2017 del Guardian, la DFG ha annunciato di pubblicare la sua ricerca su riviste online gratuite.

## Origini
Nel 1937, la Notgemeinschaft der Wissenschaft (NG) fu ribattezzata Deutsche Gemeinschaft zur Erhaltung und Förderung der Forschung ("Associazione tedesca per il supporto e l'avanzamento della ricerca scientifica"), in breve nota come Deutsche Forschungsgemeinschaft (DFG). Alla fine della seconda guerra mondiale in Germania, nel 1945, la DFG non era più attivo. Nel 1949, dopo la formazione della Repubblica federale, fu rifondata come NG e di nuovo dal 1951 come DFG.

## Struttura
Lo status giuridico della DFG è quello di un'associazione di diritto privato. In quanto tale, DFG può agire solo attraverso i suoi organi statutari, in particolare attraverso il suo Comitato esecutivo e l'Assemblea generale.
La DFG è membro dell'International Council for Science e ha numerose controparti in tutto il mondo come la National Science Foundation (USA) e la Royal Society (UK).
La DFG ha diversi uffici di rappresentanza in Asia, Nord America ed Europa. Il 9 giugno 2012 la DFG ha collocato un centro a Hyderabad per espandere la sua presenza in India. La fondazione di ricerca con sede in Germania e il Dipartimento di Scienza e Tecnologia dell'India lavorano insieme su 40 progetti bilaterali di ricerca in scienze e ingegneria. La Deutsche Forschungsgemeinschaft è membro di Science Europe.